# Nørre Broby
Nørre Broby är en tätort i Fåborg-Midtfyns kommun i Region Syddanmark i Danmark. Tätorten har 1 485 invånare (2024). Den ligger på Fyn, cirka 16 kilometer väster om Ringe. Nørre Broby var centralort i Broby kommun fram till kommunreformen 2007.